# С-13
| С-13                       | С-13                                                               | С-13                                                               |
| -------------------------- | ------------------------------------------------------------------ | ------------------------------------------------------------------ |
|                            |                                                                    |                                                                    |
|                            |                                                                    |                                                                    |
|                            |                                                                    |                                                                    |
| Під прапором               | СРСР                                                               | СРСР                                                               |
| Порт приписки              | Кронштадт                                                          | Кронштадт                                                          |
| Спуск на воду              | 25 квітня 1939 року                                                | 25 квітня 1939 року                                                |
| Виведений зі складу флоту  | 7 вересня 1954 року                                                | 7 вересня 1954 року                                                |
| Сучасний статус            | здана на металобрухт                                               | здана на металобрухт                                               |
| Проєкт                     |                                                                    |                                                                    |
| Тип ПЧ                     | «Середні», серії IX-біс                                            | «Середні», серії IX-біс                                            |
| Вартість                   | 12 000 000 рублів (1936—1940 рр.)                                  | 12 000 000 рублів (1936—1940 рр.)                                  |
| Основні характеристики     |                                                                    |                                                                    |
| Швидкість (надводна)       | 19,5 вузлів (37 км/год)                                            | 19,5 вузлів (37 км/год)                                            |
| Швидкість (підводна)       | 8,8 вузлів (16 км/год)                                             | 8,8 вузлів (16 км/год)                                             |
| Робоча глибина занурення   | 80 м                                                               | 80 м                                                               |
| Гранична глибина занурення | 100 м                                                              | 100 м                                                              |
| Автономність плавання      | 30 діб                                                             | 30 діб                                                             |
| Екіпаж                     | 36-46 осіб (8 офіцерів)                                            | 36-46 осіб (8 офіцерів)                                            |
| Розміри                    |                                                                    |                                                                    |
| Довжина найбільша (по КВЛ) | 77,75 м                                                            | 77,75 м                                                            |
| Ширина корпусу найб.       | 6,4 м                                                              | 6,4 м                                                              |
| Середня осадка (по КВЛ)    | 4 м                                                                | 4 м                                                                |
| Водотоннажність надводна   | 828,2 т                                                            | 828,2 т                                                            |
| Озброєння                  |                                                                    |                                                                    |
| Артилерія                  | 100-мм/51 гармата Б-24 (200 снарядів)                              | 100-мм/51 гармата Б-24 (200 снарядів)                              |
| Торпедно- мінне озброєння  | Носові: 4ТА калібру 533-мм. Кормові: 2 ТА 533-мм (12 торпед)       | Носові: 4ТА калібру 533-мм. Кормові: 2 ТА 533-мм (12 торпед)       |
| ППО                        | 45-мм/46 напівавтоматична універсальна гармата 21-К (500 снарядів) | 45-мм/46 напівавтоматична універсальна гармата 21-К (500 снарядів) |

 С-13 —  радянський дизель-електричний торпедний підводний човен типу Середній (серія IX-біс) часів  Другої світової війни.

## Історія
Човен був закладений 19 жовтня 1938 року в  Горькому на заводі № 112 «Червоне Сормово», спущений на воду 25 квітня 1939 року, переданий флоту 31 липня 1941 року і 14 серпня 1941 року увійшов до складу  Балтійського флоту.
Війну човен зустрів в місті Вознесенську під командуванням Маланченко Петра Петровича. 25 червня прибув у Ленінград. Човен планували перевести на Північний флот, але завадила блокада Ленінграду.
19 квітня 1943 року, під час артилерійських навчань, загинув на човні матрос і командир Маланченко був знятий з посади «за халатність». На його місце був призначений Маринеску О.І

## Бойове використання
«С-13» здійснив 4 бойових походи, виконав 12 атак з пуском 19  торпед, потопив п'ять і пошкодив один транспорт.
- 2 вересня 1942 — 19 жовтня 1942 року (ком. Маланченко П. П.)
- 1 жовтня 1944 — 11 листопада 1944 року (ком. Маринеску О.І)
- 11 січня 1945 — 15 лютого 1945 року (ком. Маринеску О.І)
- 20 квітня 1945 — 23 травня 1945 року (ком. Маринеску О.І)

Бойові досягнення:
- 11 вересня 1942 потопив  фінський  транспорт «Hera» (1379 брт)
- 12 вересня 1942 потопив фінський пароплав «Jussi Н.» (2325 БРТ)
- 18 вересня 1942 пошкодив  голландський  пароплав «Anna W.» (290 брт)
- 9 жовтня 1944 пошкодив німецький транспорт «Siegfried» (563 брт)
- 30 січня 1945 потопив  німецький лайнер «Вільгельм Густлоф» (25484 брт)
- 10 лютого 1945 потопив німецький лайнер «Щтойбен» (14660 брт).

Прославився човен «С-13» після потоплення німецьких пасажирських лайнерів «Вільгельм Густлофа» (25 484 брт) і «Штойбен» (14 660 брт), загибель котрих увійшла в ряд найбільших морських катастроф, через велику кількість людських жертв.
За сумарним тоннажем потоплених кораблів під час Німецько-радянської війни (44138 брт) «С-13» належить 1-е місце в радянському ВМФ. 20 квітня 1945 вона була нагороджена  орденом Червоного Прапора.

### «Вільгельм Густлоф»
30 січня 1945 року С-13, перебуваючи під командуванням капітан-лейтенанта  Маринеску Олександра Івановича, в 21:15 (час московський) виявила великий німецький корабель, котрим був лайнер «Вільгельм Густлоф» з біженцями і пораненими на борту. Марінеску почав переслідування в надводному положенні і в 23:08, з дистанції 4,5 — 4,8 кабельтових (900 м) і з розрахункового кута атаки у 85°, атакував його чотирма носовими торпедами; три торпеди потрапили в ціль, а одна застрягла в торпедному апараті. Через 40-70 хвилин «Вільгельм Густлоф» затонув. За сучасними оцінками загинуло понад 9000 чоловік. Підводному човну довелося біля пів години знаходитися нерухомо на плаву біля того потопаючого пароплава, бо було необхідно позбутися вже небезпечної торпеди, котра застрягла в торпедному апараті.

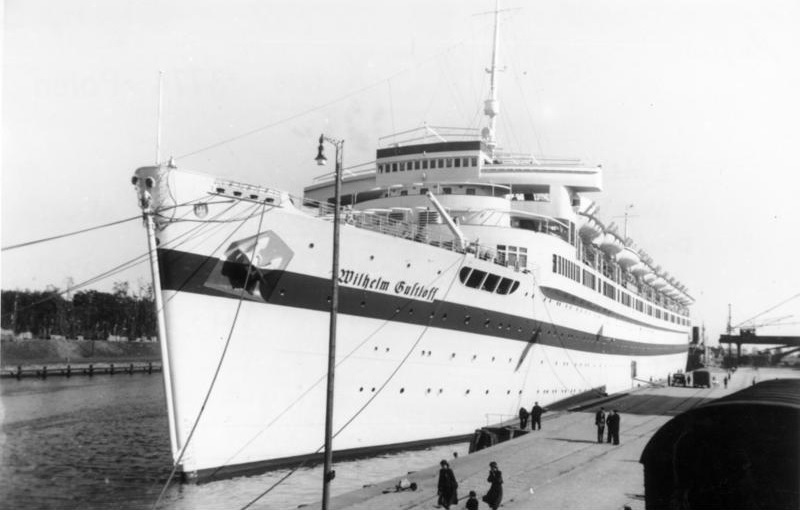
«Вільгельм Густлоф»

За радянськими даними на пароплаві знаходилися:
- 173 члени екіпажу
- 162 поранених військовослужбовців вермахту
- 373 жінки-медсестри
- 1500 морських піхотинців
- близько 8500 біженців (у тому числі близько 3000 дітей, інші в основному жінки).

Про офіційну позицію СРСР з цього приводу нічого не відомо.
Але потоплення пароплава «Вільгельм Густлоф» було визнано правомірним окремими літераторами, мотивуючи це тим, що пароплав «не був помічений належним чином, йшов у супроводі бойових кораблів, мав на борту озброєння, перевозив військових». Хоча це є сумнівним, адже по човні С-13, тривало стоячому на близькій віддалі й аварійному, тоді ніхто не стріляв, навіть з стрілецької зброї. Хоча німці вміли добре знищувати виявлені підводні човни.

### «Штойбен»
10 лютого 1945 року підводний човен С-13 виявив великий корабель, котрим було німецьке госпітальне судно, переобладнане з пасажирського лайнера «Штойбен». Вночі в 00:50 корабель був атакований двома торпедами з надводного положення. Обидві торпеди потрапили в ціль, судно затонуло через 15 хвилин. Загинуло 3608-4200 людей (переважно поранені і біженці), врятовано 659 осіб,

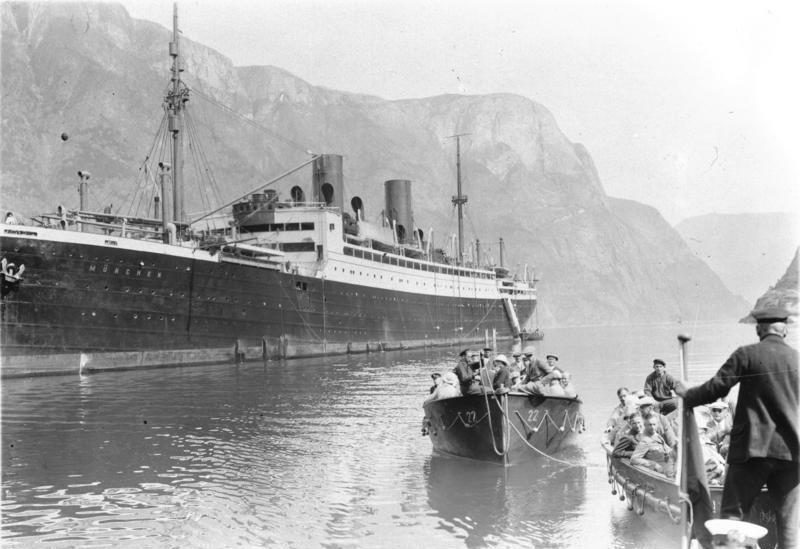
Лайнер «Штойбен»

На лайнері знаходилися:
- 150—285 членів екіпажу
- 2680 поранених
- більше 900 біженців
- 270—300 медичних працівників

### Останній бойовий похід С-13
20 квітня 1945 року човен С-13 був нагороджений Орденом Червоного Прапора. І в цей же день човен вийшов у свій останній бойовий похід до острова Готланд (позиція № 8). на борту човна перебував начальник відділу підводного плавання штабу Балтійського флоту контр-адмірал А. М. Стеценко і командир бригади підводних човнів, капітана 1 рангу, Орла А. Є. Котрі зробили, стосовно дій Маринеску, наступні висновки:
"1. За період перебування в морі, на позиції, в зоні інтенсивного руху супротивника, з 23.04.45 р, 7 разів виявляв цілі, але атакувати не зміг …
2. 24.04. в 23.38. по ШП (штатних приладах) виявив конвой, але, виринувши в надводне положення, не зміг відкрити люка … Атака зірвалася, оскільки в перископ нічого бачити в цей час було не можна.
3. 26.04 в 01.35 виявив роботу пошукового приладу … Можливість атакувати упущена через неправильні дії командира.
4. 27.04. в 22.46. по ШП виявив шум ТР і роботу двох УЗПН. Через 7 хв в відстані 35 кбт візуально виявив ТР в охороні двох СКР та двох СКА. Командир від атаки відмовився, зважаючи на велику видимості. Дії командира неправильні: до цього він вивів ПЧ у світлу частину горизонту, а потім не пішов за противником, не перейшов у темну частину горизонту …
5. 28.04. в 16.41., перебуваючи під водою, по ШП виявив шум ТР і роботу двох УЗПН … Командир збільшив хід до 4 вузлів і через 14 хв від атаки відмовився, вважаючи себе поза граничним кутом атаки … Можливість атаки упущена з вини командира, який не прагнув зблизитися з противником, а берег батарею, боячись що її доведеться заряджати кілька ночей поспіль.
6. 28.04. в 19.23. виявили шум ТР … У перископ супротивника не бачив. Через дев'ять хвилин командир нібито встановив, не міняючи трохвузлового ходу, що знаходиться поза граничного кута атаки.
7. 02.05. по ШП виявили шум ТР … Мабуть, командир неправильно визначив бік руху і тому з противником не зблизився …
8. 03.05. в 10.45. в перископ виявив ТР в охороні двох СКР, але атакувати не зумів через неправильне маневрування. Висновок: Бойову задачу ПЧ не виконав. Дії командира незадовільні … "

Тільки 23 травня 1945 року човен С-13 повернувся на базу.
Командир човна Маринеску 14 вересня 1945 року, наказом Наркома ВМФ, «за халатне ставлення до своїх службових обов'язків, систематичне пияцтво і побутову розбещеність», був відсторонений від командування човном і пониженим у військовому чині.

## Післявоєнна служба

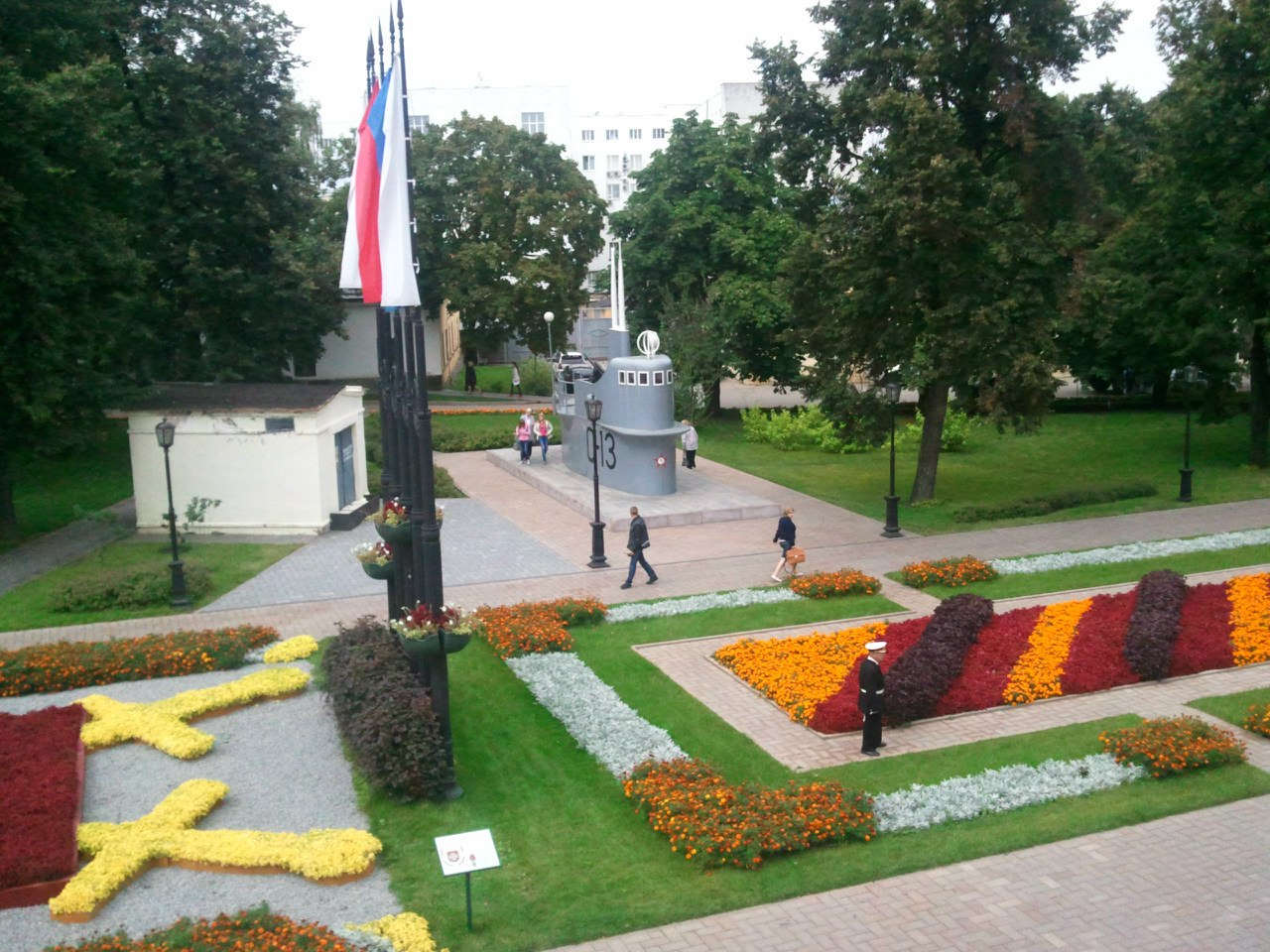
Копія рубки «С-13» на території Нижньогородського Кремля

- 7 вересня 1954 року «С-13» виведений з бойового складу, роззброєний, переформований в навчально-тренувальну станцію.
- 6 жовтня 1954 року «С-13» перекласифікований в кабінет бойової підготовки і перейменований в «КБП-38», пройшовши відповідне переобладнання.
- 23 березня 1956 року «С-13» переведений в групу плавзасобів Науково-дослідного інституту № 11 ВМФ.
- 17 грудня 1956 року «С-13» виключений зі списків плавзасобів ВМФ.
- 31 травня 1957  року «С-13» розформована і згодом розібрана.
- У  Центральному музеї Збройних Сил СРСР і РФ експонується прапор підводного човна «C-13».
- Копія рубки ПЧ «С-13» встановлена на території  Нижньогородського Кремля.

## Ресурси Інтернету
- Великая Отечественная под водой// С-13 [Архівовано 10 січня 2018 у Wayback Machine.]
- www.morflot.tsi.ru// Подлодки типа IX-бис
- Военно-промышленный курьер